# Transport maritime

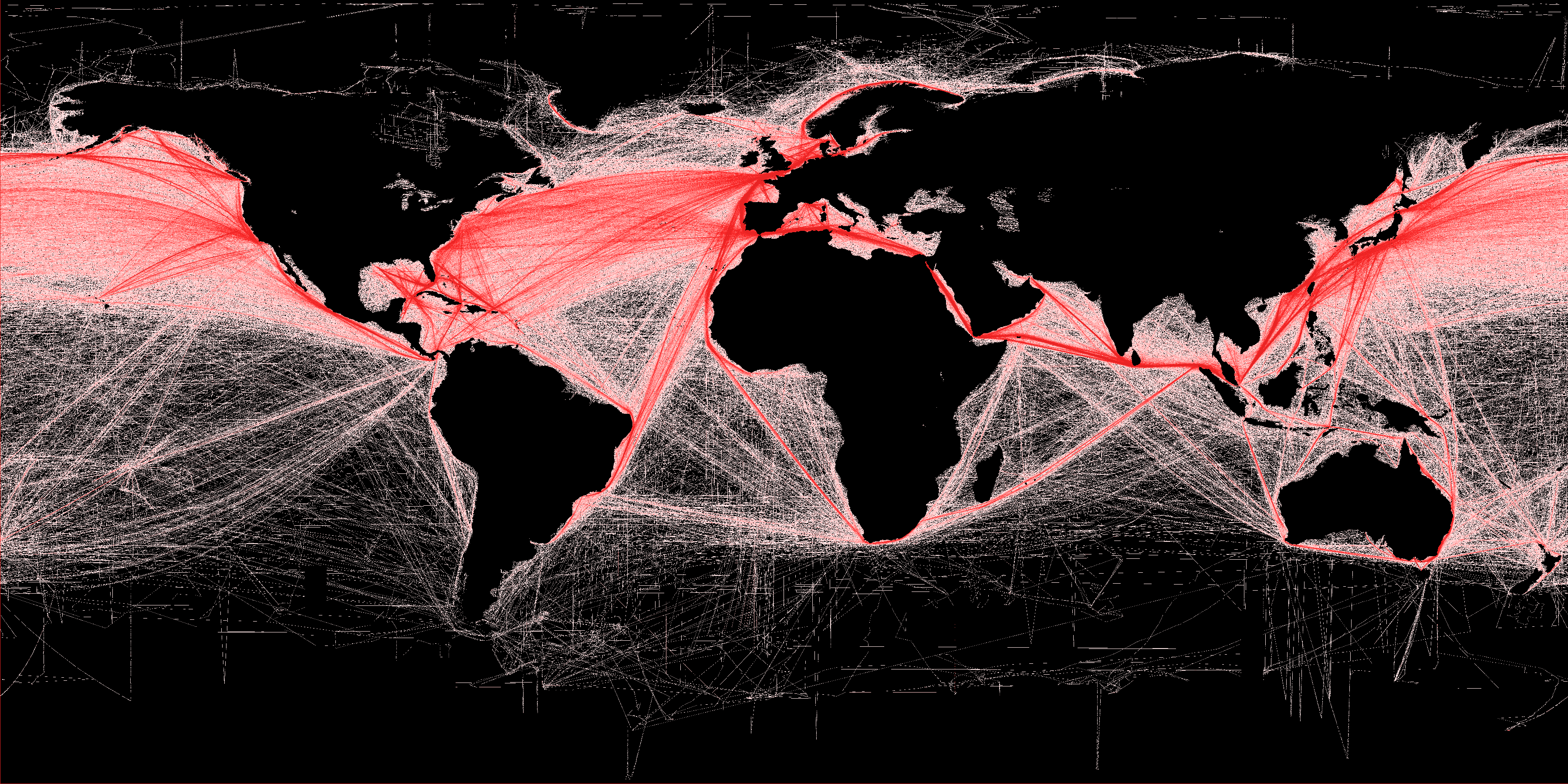
Carte des « routes » commerciales dans l'océan mondial, montrant notamment la concentration du trafic maritime dans l'hémisphère nord.

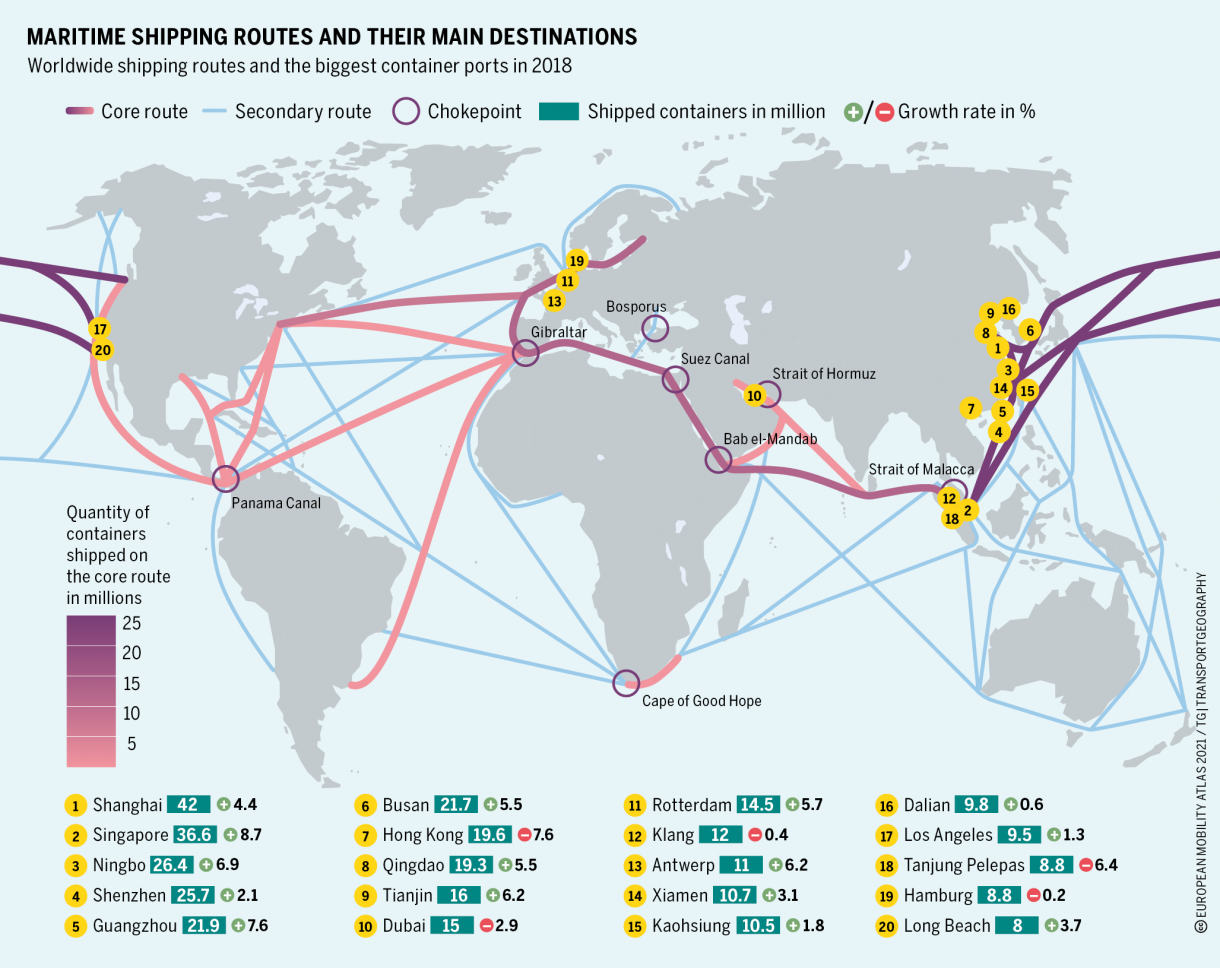
Carte des principales routes maritimes, des principaux en (détroits, canaux transocéaniques), et des plus grands ports à conteneurs (en 2018).

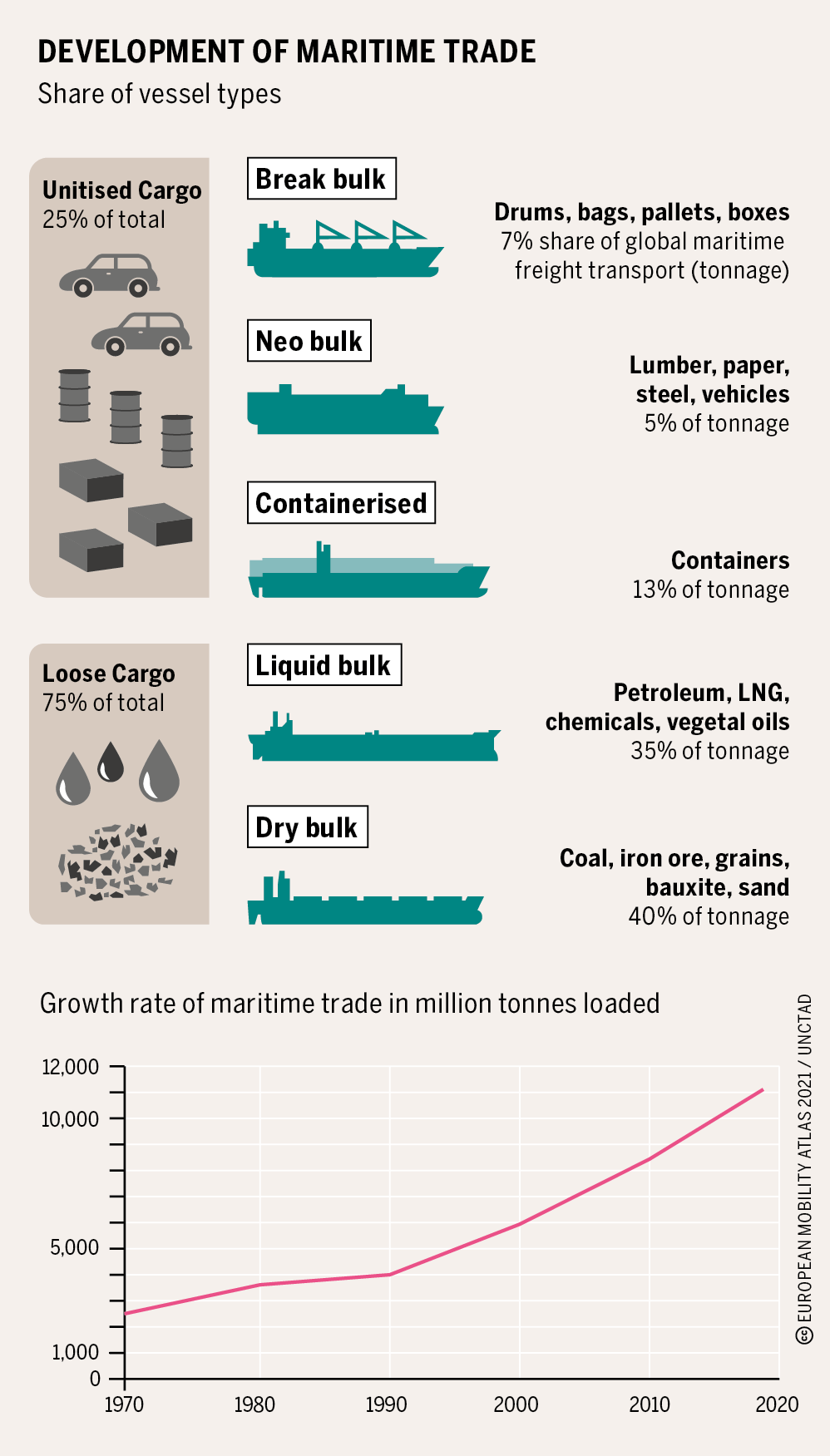
Répartition du tonnage mondial par catégories de navires de charge : navires à unités de charge 25 % (, néo-vrac, porte-conteneurs), navires de vrac 75 % (vraquier liquide, vraquier sec).

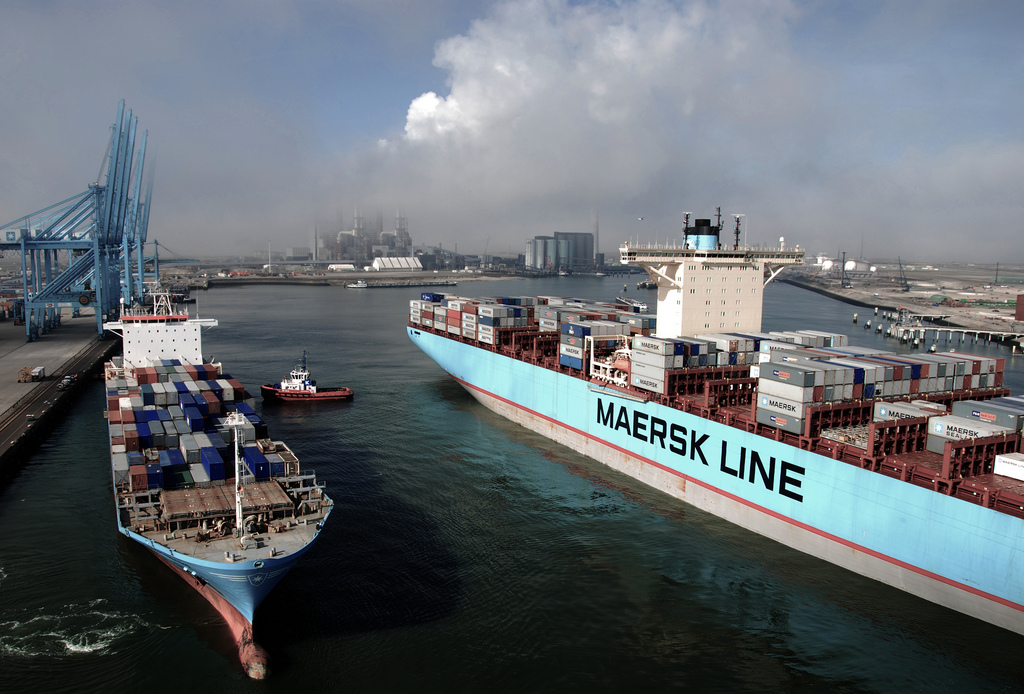
Dans un porte-conteneurs, les « boîtes » sont empilées à la fois en cale et sur le pont.

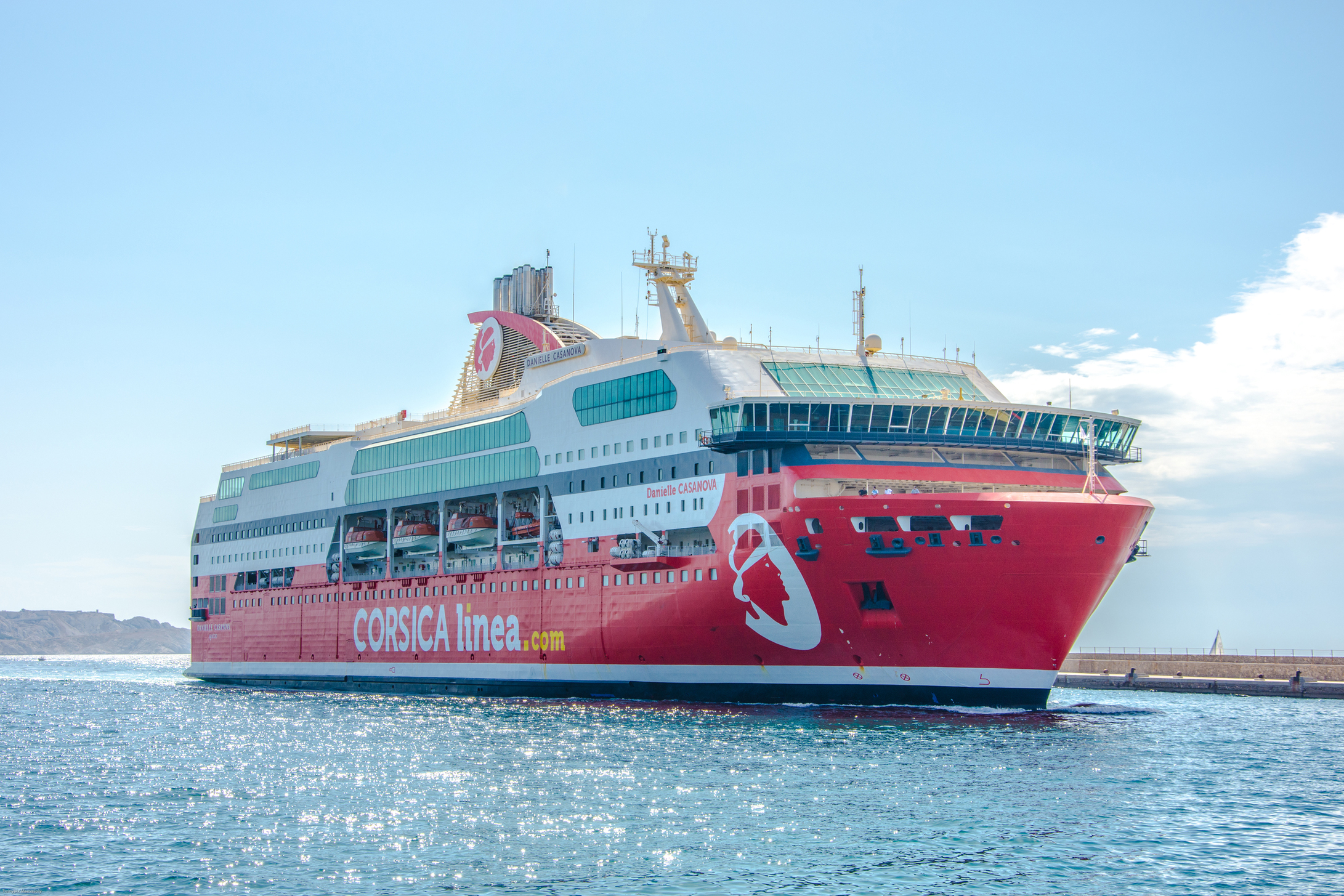
Le Danielle Casanova, un cruise-ferry de Corsica Linea.

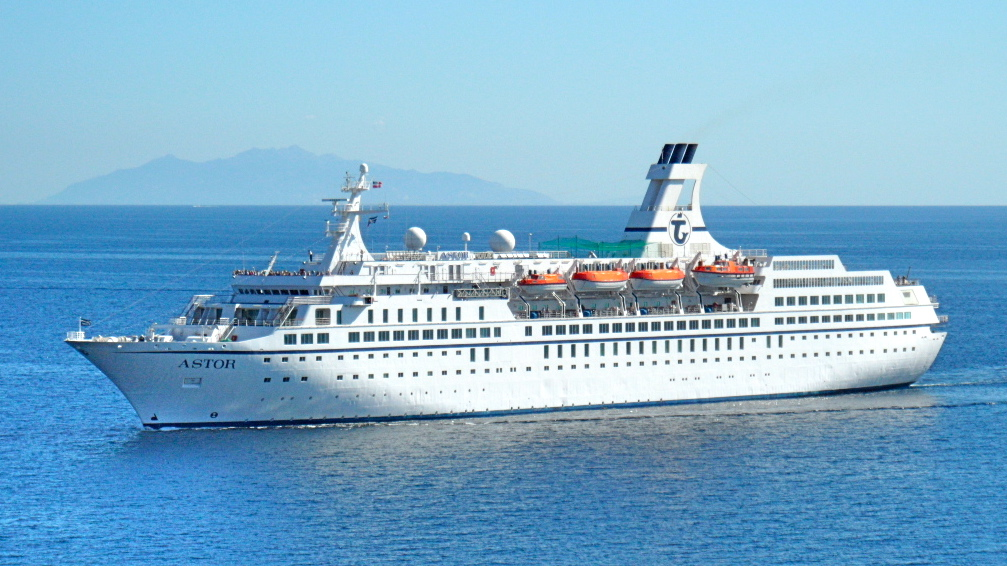
L'Astor, un navire de croisière.

Le transport maritime est la circulation par mer de marchandises (cargos), de passagers (ferries et navires de croisières) et l'activité liée aux ports. Les moyens de circulation sont assurés essentiellement par la marine marchande.
Il s'agit du mode de transport le plus important pour la circulation de marchandises (90 % des échanges mondiaux au début du XXIe siècle).
Le transport de personnes par voie maritime a perdu beaucoup d'importance du fait de l'essor de l'aviation commerciale ; il subsiste de manière significative dans seulement deux créneaux importants : les traversées courtes et les croisières.
On peut y ajouter pour être complet les voyages d'exploration scientifique et les courses sportives, qui ne relèvent cependant pas à proprement parler du transport.
Le transport maritime est par nature international, sauf parfois dans ses fonctions de cabotage le long des côtes d'un pays ou au travers d'archipels.
Le trafic maritime est le volume de circulation de marchandises et de passagers.

## Présentation générale
Le transport maritime consiste à déplacer des marchandises ou des personnes pour l'essentiel par voie maritime, le long de routes maritimes et occasionnellement des canaux (Canal de Panama, Canal de Suez et les estuaires portuaires notamment). Le transport maritime comprend également la prise en charge du pré-acheminement et du post-acheminement (positionnement d'un conteneur chez le chargeur et son acheminement au port, par exemple). Un tel déplacement sera couvert par un connaissement dans le cadre de la ligne régulière ou d'un contrat d'affrètement dans le cadre d'un service de tramping (lorsque les tonnages sont importants, par exemple).
Selon la Conférence des Nations unies sur le commerce et le développement, en 2020 la flotte mondiale de transport maritime commercial atteignait 99 800 navires de plus de 100 tonneaux de jauge brute, qui en janvier 2021 pouvaient transporter 2,1 milliards de tonnes de port en lourd, assurant 90 % du trafic mondial,. En 2012, le transport maritime mondial représente un marché de 1 500 milliards d'euros. En 2015, il représente 80 % du commerce mondial en volume et 70 % en valeur,,. Malgré un ralentissement dû à la crise de 2008, ce marché devrait continuer de croître pour atteindre 2 000 milliards d'euros en 2020.
Le graphique qui aurait dû être présenté ici ne peut pas être affiché car il utilise l'ancienne extension Graph, désactivée pour des questions de sécurité. Des indications pour créer un nouveau graphique avec la nouvelle extension Chart sont disponibles ici.

Ce mode de transport couvre l'essentiel des matières premières (pétrole et produits pétroliers, charbon, minerai de fer, céréales, bauxite, alumine, phosphates, etc.). À côté de ce transport en vrac, il couvre également le transport de produits préalablement conditionnés se présentant sous forme de cartons, caisses, palettes, fûts, ce que l'on a coutume d'appeler de la marchandise diverse ou « divers » (general cargo en anglais).

## Historique
Le transport maritime remonte de très loin, ainsi dès que l’être humain a su creuser dans les troncs d’arbres, assembler les morceaux de bois ; il a compris que la voie d’eau pourrait servir pour transporter les personnes et les marchandises. Très tôt la navigation naquit, les rames (qui caractérisent l’époque primitive) et les caravelles des navires du XVe siècle et XVIe siècle furent les premiers instruments de navigation utilisés ensuite les navires à voile furent leur apparition pour enfin aboutir à un moyen mécanique vers le XVIIIe siècle qui par ailleurs est considéré comme le siècle des grandes découvertes.
En effet, la construction en acier a remplacé les constructions des navires en bois. L'invention de la machine à vapeur et son amélioration par James Watt, l'invention de l’hélice et de la turbine ont permis d’avoir des bâtiments (navires) rapides et robustes.
À cette évolution, il faut ajouter une étape importante caractérisée par l’apparition de la boussole et du gouvernail. Après la découverte des bâtiments jugés nouveaux, le transport maritime est devenu de plus en plus l’auxiliaire indispensable du commerce et de l’industrie naissante compte tenu du volume énorme des marchandises à transporter.

### Les conteneurs maritimes
Depuis le milieu des années soixante, un nouveau marché de transport par mer s'est développé : celui des conteneurs maritimes. D'un format standardisé : 20 ou 40 pieds, ces « boîtes » ont connu un essor fulgurant, révolutionnant à la fois le mode de transport mais également toute la chaîne logistique depuis le fournisseur jusqu'au client final. Transport routier, ferroviaire ou même aérien se sont adaptés pour faire de ces boîtes une « unité de transport intermodal ». La marchandise, une fois empotée en conteneur, ne subit plus d'autre manutention jusqu'à son destinataire final. Ce qui est manutentionné est ainsi le conteneur uniquement, minimisant ainsi les ruptures de charges.
Le conteneur, spécialement conçu pour être facilement manutentionné, stocké, transporté, va rapidement présenter un certain nombre d'avantages :
- moins d'avaries et casse ;
- moins de pertes et de vols (n'étant pas visible, la marchandise ne suscite plus autant la tentation !) ;
- une réduction des coûts par une amélioration de la productivité au chargement : les navires chargent et déchargent plus vite donc passent moins de temps aux ports (un navire au port est un centre de coûts, et à la mer, un centre de recettes).

Le transport maritime de conteneurs se fait, de plus en plus, au moyen de porte-conteneurs intégraux, spécialisés. Les cales sont aménagées en cellules, véritables alvéoles, et un système de rails permet d'y guider par glissement les conteneurs.
Une véritable course au gigantisme s'est déclenchée pour atteindre aujourd'hui des navires pouvant charger 20 000 équivalent vingt pieds.
Cependant, cette course au gigantisme risque de s'essouffler, ces navires devenant difficiles à rentabiliser et exclus de beaucoup de ports européens ou autres par suite de faiblesse de profondeur de ces derniers ou d'insuffisance d'aliments.[réf. souhaitée]

## Flotte marchande mondiale

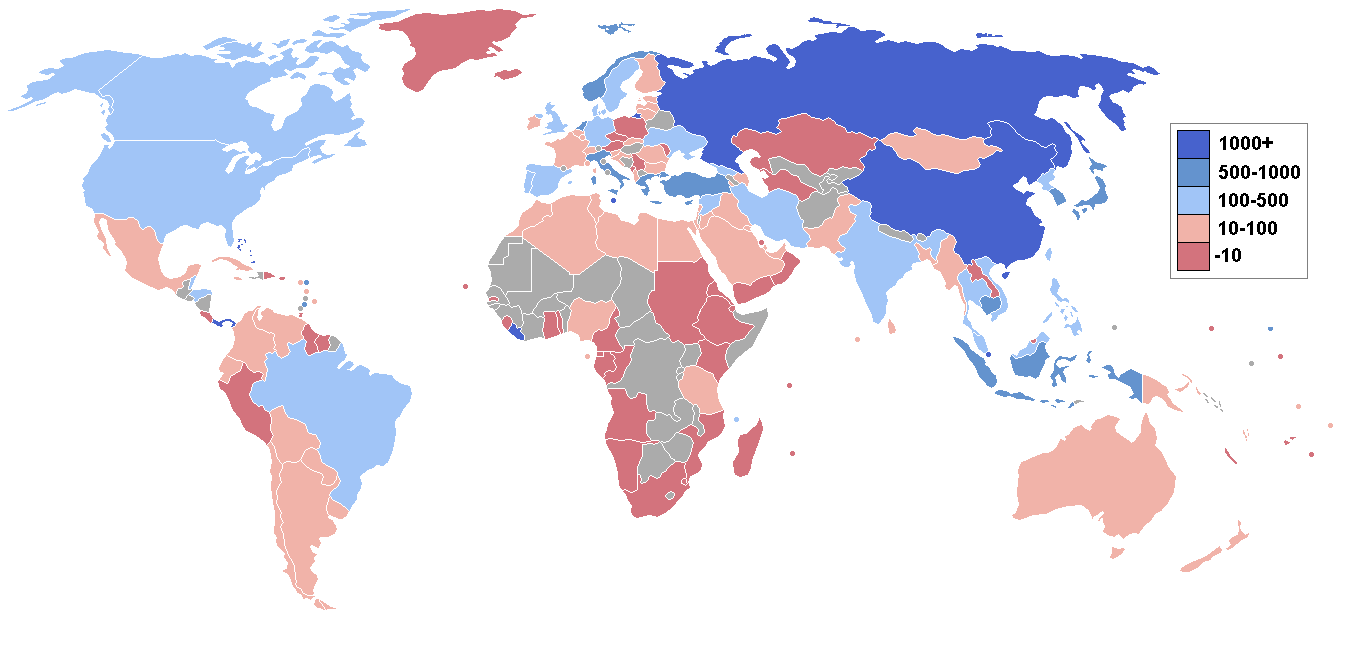
Enregistrement des navires de marine marchande dans le monde (source : CIA) (and over) per country.

La flotte marchande mondiale est constituée de différents types de vaisseaux. Le tableau ci-dessous présente la répartition de cette flotte entre ces différents types. Au début de 2007, la flotte mondiale a, en comptabilisant les navires de plus de 1 000 tpl, pour la première fois, dépassé un milliard de tonnes de port en lourd (tpl) pour atteindre 1,04 milliard de tpl.
Au 1er janvier 2010, le tonnage global est de 1 276 millions de tonnes de port en lourd qui en 2009 ont transporté 7,84 milliards de tonnes de fret.
| Principaux types de vaisseaux                                    | 2003                   | 2003                | 2004                   | 2004                | 2005                  | 2005                | Variation 2004-2005 (%) |
| Principaux types de vaisseaux                                    | milliers de tpl        | %                   | milliers de tpl        | %                   | milliers de tpl       | %                   | Variation 2004-2005 (%) |
| ---------------------------------------------------------------- | ---------------------- | ------------------- | ---------------------- | ------------------- | --------------------- | ------------------- | ----------------------- |
| Transport total en marchandises diverses                         | 180 884                | 21,4 %              | 186 177                | 21,8 %              | 191 113               | 22,3 %              |                         |
| Cargos polyvalents                                               | 97 185                 | 11,5 %              | 94 768                 | 11,1 %              | 92 048                | 11,3 %              | -2,9 %                  |
| Porte-conteneurs                                                 | 82 793                 | 9,8 %               | 90 462                 | 10,6 %              | 98 064                | 10,9 %              | 8,4 %                   |
| Porte-barges                                                     | 906                    | 0,1 %               | 947                    | 0,1 %               | 1001                  | 0,1 %               | 5,7 %                   |
| Transport total en vrac                                          | 924 127                | 73,8 %              | 953 028                | 75,4 %              | 999 870               | 74,8 %              |                         |
| Vraquiers, dont : - OBO (ore-bulk-oil) - Vraquiers - minéraliers | 300 131 12 612 287 519 | 35,6 % 1,5 % 34,1 % | 307 661 12 110 295 551 | 35,9 % 1,4 % 34,5 % | 320 584 9 695 310 889 | 35,8 % 1,1 % 34,7 % | 4,2 -19,9 5,2           |
| Pétrolier                                                        | 304 396                | 36,1 %              | 316 759                | 37,0 %              | 336 156               | 37,5 %              | 6,1 %                   |
| Gaz liquéfié                                                     | 19 469                 | 2,3 %               | 20 947                 | 2,4 %               | 22 546                | 2,5 %               | 7,6 %                   |
| Transport total spécial                                          | 39 355                 | 4,8 %               | 25 430                 | 2,8 %               | 25 444                | 2,9 %               |                         |
| Chimiquiers                                                      | 8 027                  | 1,0 %               | 8 004                  | 0,9 %               | 8 290                 | 0,9 %               | 3,6 %                   |
| Navires à passagers                                              | 5 495                  | 0,7 %               | 5 561                  | 0,6 %               | 5 589                 | 0,6 %               | 0,5 %                   |
| Autre                                                            | 25 833                 | 3,1 %               | 11 865                 | 1,3 %               | 11 565                | 1,4 %               | -2,5 %                  |
| Total                                                            | 844 235                |                     | 856 974                |                     | 895 843               |                     | 4,5 %                   |

## Les intervenants du transport maritime
- L'armateur : C'est la personne qui s'occupe à proprement parler du transport maritime. Qu'il soit propriétaire, exploitant ou simple affréteur, c’est-à-dire loueur d'un navire, son rôle est de transporter les marchandises d'un point A à un point B par la mer, en temps et en bon état. Pour maintenir à flot son entreprise il est en relation avec de nombreux autres intervenants :
  - les transitaires ou commissionnaires qui sont des intermédiaires, ou mandataires, entre les chargeurs et les transporteurs des marchandises ;
  - les manutentionnaires qui effectuent les opérations portuaires ;
  - les sociétés de remorquage, de pilotage ;
  - les assureurs maritimes qui assurent le navire, la cargaison et qui assument la responsabilité en cas d'accident (P&I protection and indemnity club).

Dans les ports où il n'est pas installé l'armateur va confier toutes ces tâches à un agent maritime consignataire.
- L'agent maritime : C'est le représentant de l'armateur, il remplit les formalités administratives et s'occupe de tous les besoins d'un navire avant son arrivée et lors de son séjour en port (remorqueurs, pilote, réparations, relations avec l'administration maritime, etc), des besoins de l'équipage (relève, visite médicale, etc.) et de la gestion de la cargaison. La réglementation oblige les navires à avoir un agent désigné sur place[20].

- Le commissionnaire de transport : Intermédiaire, professionnel qui organise de façon libre et autonome pour le compte de l'expéditeur ou du destinataire la totalité ou une partie du transport. Il est responsable de ses fautes. Il met en place et coordonne le transport avec les sous-traitants de son choix, il est responsable des fautes de ses sous-traitants mais pas plus qu'eux. Il répond d'une obligation de résultats, il est présumé responsable et la charge de la non responsabilité lui incombe. Il peut agir dans différents modes de transport, terre, air et mer.

- Le Non-Vessel-Operating Common Carrier (NVOCC) : C'est une invention de la pratique américaine, qui situe cet opérateur, suivant le contenu (variable) de son contrat, à mi-chemin entre un transporteur maritime, et un commissionnaire de transport[21].

- Le shipchandler : C'est la compagnie qui avitaille (approvisionne, en tabacs, alcools, produits alimentaires et toutes autres demandes spécifiques.) les navires.

- Le courtier maritime : Le Shipbroker, en anglais, est un professionnel qui s'entremet entre deux entreprises, soit pour acheter/vendre un navire neuf (p.ex. entre un armateur et un chantier) ou un navire d'occasion (entre deux armateurs), soit pour la location (l'affrètement) d'un navire entre celui qui a une marchandise à transporter et celui qui possède le navire susceptible de répondre à cette demande. Il « rapproche » les parties, mais les aide aussi dans la négociation, dans la conclusion du contrat, et même dans la suite de l'exécution du contrat. En France, il existe une deuxième sorte de Courtier Maritime. Créé par Colbert, supprimé en 2003 pour des raisons de libre concurrence, le courtier maritime, interprète, conducteur de navires « conduit » les navires en douane, donc effectue les différentes formalités douanières et fiscales relatives à l'escale d'un navire étranger dans un port français. Il s'appelle à présent « conducteur en douanes de navires ».

## Principaux armateurs mondiaux

### Le transport de marchandises
- Classement des principaux armateurs mondiaux pour le transport de marchandises (au 24 mai 2022)[22] :

| Rang | Armement                       | Pays          | Nombre de navires | Capacité totale EVP |
| ---- | ------------------------------ | ------------- | ----------------- | ------------------- |
| 1    | Mediterranean Shipping Company | Suisse Italie | 670               | 4,3 M               |
| 2    | Mærsk                          | Danemark      | 712               | 4,2 M               |
| 3    | CMA CGM                        | France        | 575               | 3,2 M               |
| 4    | China Ocean Shipping Company   | Chine         | 473               | 2,9 M               |
| 5    | Hapag-Lloyd AG                 | Allemagne     | 245               | 1,7 M               |
| 6    | ONE                            | Japon         | 204               | 1,5 M               |
| 7    | Evergreen Marine Corporation   | Taïwan        | 200               | 1,5 M               |
| 9    | Yang Ming                      | Singapour     | 91                | 0,6 M               |
| 9    | HMM                            | Corée du Sud  | 75                | 0,7 M               |
| 10   | Zim                            | Israël        | 130               | 0,4 M               |

Ce classement évolue régulièrement (évolution du marché, fusions…).

### Les croisières
- Classement des principales compagnies de croisière[23] :

| Rang | Entreprise                    | Pays          | CA en milliards de dollars (2012) |
| ---- | ----------------------------- | ------------- | --------------------------------- |
| 1    | Carnival Corporation          | États-Unis    | 15,38                             |
| 2    | Royal Caribbean International | États-Unis    | 7,69                              |
| 3    | Norwegian Cruise Line         | États-Unis    | 2,3                               |
| 4    | MSC Croisières                | Suisse Italie | 1,5                               |

## Législation

### Au niveau international

#### Convention de Bruxelles
La convention de Bruxelles a été signée le 25 août 1924 et est entrée en vigueur le 2 juin 1931.

##### La durée du contrat du transport maritime
Elle est valable depuis le chargement de la marchandise à bord du navire jusqu’au déchargement. Cette convention établit une séparation juridique du transport. Ainsi, le pré et post acheminement terrestre sont exclus de son champ d’application.
On ne peut donc engager la responsabilité du transporteur maritime que pendant la phase purement maritime.

##### Responsabilité du transporteur maritime
Selon la convention de Bruxelles, le transporteur maritime a une présomption de responsabilité en cas de dommage causé aux marchandises. Le transporteur ne pourra dans ce cas s’exonérer qu'en apportant la preuve que le dommage est dû à une cause connue (incendie) et que cette cause figure dans le tableau des causes exonératoires prévues par la convention de Bruxelles (vice propre de la marchandise ; vice caché du navire ; cas de force majeure) et qu’il y a un lien de causalité (trace de fumée) entre cette cause (incendie) et le dommage.

##### Champ d’application
La convention de Bruxelles ne s’applique qu’au transport maritime sous connaissement (B/L), elle exclut en cela le contrat d’affrètement maritime.
Elle exclut également de son champ d’application les transports en pontée et les transports d’animaux vivants, des opérations de chargement et de déchargement qui ne sont pas les réalisées avec les grues du navire.

#### Règles de Hambourg
Les règles de Hambourg ont été signées le 31 mars 1978. Dès son entrée en vigueur le 1er novembre 1992 aucune grande puissance maritime n’a ratifié aux règles de Hambourg.

##### Durée du contrat de transport maritime
Elle est valable depuis la prise en charge de la marchandise jusqu’à la livraison. La durée du contrat est donc plus étendue par rapport à celle de la convention de Bruxelles. Elle couvre non seulement la phase purement maritime mais les phases de pré et post acheminement terrestre.

##### Responsabilités du transporteur maritime
Avec les règles de Hambourg, le régime de responsabilité du transporteur maritime est basé sur la présomption de faute. Dans ce registre en cas de dommage causé aux marchandises le transporteur ne peut s’exonérer de sa responsabilité qu’en apportant la preuve que lui-même et ses préposés ont pris toutes les mesures raisonnables afin d’éviter l’évènement ayant causé le dommage.

##### Champ d’application
Les règles de Hambourg à l’instar de la convention de Bruxelles excluent toute convention d’affrètement maritime. Mais aussi son champ d’application est plus large que celui de la convention de Bruxelles. Elle va donc s’étendre à :
- tout contrat de transport maritime avec ou sans émission de connaissement ;
- les transports en pontée ;
- les transports d’animaux vivants ;
- toutes les opérations intervenant entre la prise en charge par la compagnie de transport maritime et la livraison que ses opérations soient effectuées où non par la compagnie elle-même.

En outre, les règles de Hambourg s’appliquent non pas seulement entre États signataires mais à tous contrats :
- dont le lieu d’exécution (port de chargement, de déchargement, lieu d’émission du document de transport) est situé dans un État signataire ;
- où le document de transport prévoit les règles de Hambourg.

## Impact environnemental
Le transport maritime représente 13 % de la consommation d'énergie du secteur des transports en 2019, contre 42 % pour les camions, 35 % pour les voitures individuelles et 7 % pour les avions.
En 2022, Les porte-conteneurs, vraquiers, pétroliers, chimiquiers et gaziers sont à l’origine de plus de trois quarts des émissions du transport maritime, ils utilisent l’un des carburants les plus sales au monde, un résidu visqueux du pétrole, lourd et difficile à brûler. Ce pétrole « bunker » est un résidu de raffinage des autres produits pétroliers.
En 2022, la pollution du transport maritime représente 3 % des émissions de gaz à effet de serre dans le monde et tarde à changer de cap. Si le secteur n’entame pas de changements, les émissions s’élèveraient à 17 % d’ici à 2050.
De plus, les navires émettent dans l’atmosphère des particules de soufre. Les particules fines et l’oxyde d’azote touchent particulièrement les populations vivant à proximité des ports et des côtes. Ces pollutions sont dangereuses pour la santé humaine et l’environnement.
Le fret maritime est l’un des plus grands émetteurs de CO2, et il tarde à changer de cap.Les grands groupes de ce secteur dont Maersk, MSC et CMA CGM, font partie des dix premiers groupes qui contrôlent 95 % du marché, ont les moyens d’investir dans la diminution d'émission des gaz à effet de serre. Le gaz naturel liquéfié (GNL) ne peut pas être considéré comme une alternative à faible émission de carbone, rappelle le GIEC. Le GNL est majoritairement constitué de méthane dont le pouvoir de réchauffement global est environ de trente fois celui du CO₂.

### Prise de conscience par les organisations internationales
Le 13 avril 2018, à l’occasion du 72e Comité de protection de l’environnement du milieu marin (MEPC), les 173 pays membres de l’Organisation maritime internationale (OMI) se sont engagés sur une réduction des émissions des gaz à effets de serre dans le transport maritime.
La stratégie vise d’une part à baisser de 40 % les émissions à la tonne-kilomètre des navires d'ici 2030, d’autre part à réduire le volume global des émissions d’au moins 50 % en 2050 par rapport à l’année de référence de 2008. Enfin, dès 2030, les bateaux neufs devront ne plus émettre de CO2.
L’OMI est régulièrement critiquée pour traîner les pieds sur la question de la réduction des gaz à effets de serre. L’ONG Transparency International explique cette réticence par l’influence considérable des armateurs sur le fonctionnement de l’organisation ainsi que celle des paradis fiscaux ; 52 % de la flotte mondiale est enregistrée dans les Bahamas, à Malte, au Panama, au Liberia et dans les îles Marshall. Ces cinq pays contribuent par ailleurs à 43,5 % du financement de l'organisation.
Le changement de position des îles Marshall a eu une influence majeure sur la ratification de l’accord. L’archipel du Pacifique, troisième pavillon de la marine marchande internationale, est directement menacé par la montée du niveau des mers. Les îles Marshall, à l’instar de l’Australie et de l’Union européenne, poussait à un accord contraignant, alors que les États-Unis, L’Arabie Saoudite et le Brésil plaidaient pour des objectifs moins ambitieux.
Les enjeux sont importants ; le transport par navires porte-conteneurs représente 90 % des échanges commerciaux mondiaux, soit 11 milliards de tonnes. Selon l’ISEMAR, les échanges maritimes ont été multipliés par deux en vingt ans. Le secteur pourrait représenter 17 % des émissions mondiales de CO2 en 2050 contre 2,7 % actuellement. Un rapport de l'OCDE estime que grâce aux technologies existantes, le transport maritime pourrait être décarboné d'ici 2035.
Lors de la conférence mondiale pour le climat à Charm el-Cheikh (COP27), plusieurs pays ont demandé à l’Organisation maritime internationale d’être plus ambitieuse et de viser le « zéro carbone » d’ici à 2050.

### Émissions de gaz à effet de serre
Selon l’ONU[réf. incomplète], la flotte mondiale marchande a émis 1,12 milliard de tonnes de dioxyde de carbone en 2007, soit 4,5 % des émissions globales (hors flottes militaires, de pêche et de plaisance), soit, à titre de comparaison, l'équivalent des émissions totales de deux pays comme la France en 2006. Selon l’Organisation maritime internationale, le secteur maritime pèse 2,8 % des émissions de gaz à effet de serre à l’échelle globale. Ceci fait de la marine marchande le 5e émetteur en quantité (bien que loin derrière l’aviation autre source de CO2 en forte augmentation). Cette estimation double ou triple les estimations précédentes. Début avril 2008, l’Organisation maritime internationale (OMI) a mis en révision Marpol VI qui règlemente certaines pollutions des navires (Marpol VI date de 1997, mais n’est entrée en vigueur qu’en 2005).
Le protoxyde d'azote (N2O) émis par les diesels marins est un puissant gaz à effet de serre, au même titre que le dioxyde de carbone (CO2) et le méthane (CH4) ; son pouvoir réchauffant est de 265 fois celui du CO2.
L’ICS (International Chamber of Shipping) reconnaît que les 60 000 navires qu’elle représente sont responsables d’environ 10 % des émissions de soufre et d’azote. Alors que les émissions terrestres ont fortement diminué depuis 1990, les émissions du transport maritime ont tant augmenté, qu'à ce rythme en 2015, les seuls navires croisant au large de l'UE 25 émettront plus de SO2 que toutes les sources terrestres réunies de l'UE-25.

### Particules ultrafines
L’université de Rostock et le centre de recherche sur l’environnement allemand Helmholzzentrum Munich ont établi un lien sans équivoque entre les gaz d’échappement des cargos et certaines maladies graves. Au total, elles causent 60 000 morts par an et coûtent 58 milliards d’euros par an aux services de santé européens. Les carburants maritimes sont 2 700 fois plus toxiques que le diesel routier. Pourtant, chaque année, le transport routier paie 35 milliards d’euros de taxes sur les carburants, alors que le transport maritime utilise des combustibles non taxés. Les émissions de soufre et de CO2 du transport maritime ne cessent de s'accroitre, au contraire de celles du transport routier. En 2015, les émissions du secteur du transport maritime international représentent 3 % des émissions totales de gaz à effet de serre et 4 % des émissions de CO2 de l'UE.
Des mesures effectuées dans la ville de Marseille ont révélé que l'air respiré à bord des navires est 70 fois plus chargé en particules ultrafines que dans les quartiers de la ville éloignés du port. La cause majeure de la très forte pollution des navires est l’utilisation du fioul lourd comme carburant.
Une campagne de mesures à Bastia en 2018 a révélé lors des départs ou arrivées de ferries 75 000 particules ultrafines par centimètre cube, soit 37,5 fois plus de pollution qu'en période normale, et à bord du ferry entre Livourne et Bastia, lors d'une accélération, un pic à 230 000 particules ultrafines par centimètre cube a été observé.

## Évolution du choix des carburants
En septembre 2023, Maersk et CMA CGM, respectivement numéros deux et trois mondiaux du transport maritime, annoncent leur décision de partager certains investissements et une partie de leurs efforts de R&D, pour sortir plus vite des motorisations au fioul. Maersk vise la neutralité carbone pour 2040, et CMA CGM d'ici 2050. Ils souhaitent « accélérer la capacité d'avitaillement et d'approvisionnement en bio/e-méthanol des principaux ports à travers le monde » et poursuivre les travaux conjoints de R&D « sur d'autres composantes de la solution « Net Zéro », en particulier les nouveaux carburants alternatifs tels que l'ammoniac ».

### Propulsion au gaz naturel liquéfié
L’utilisation du gaz naturel liquéfié (GNL) comme carburant, au lieu du fioul lourd, permet de réduire considérablement les émissions de particules fines, d'oxydes de soufre, d'oxydes d'azote et de CO2. Mais elle représente un surcoût très important au niveau de l'investissement initial. Le 27 novembre 2018, l'« Aida Nova », du groupe Costa Croisières, sera le premier paquebot de croisière au monde propulsé au GNL à prendre la mer ; il sera destiné au marché allemand. Fin octobre 2019, un autre navire propulsé au GNL, le « Costa Smeralda » sera livré, destiné à des voyages en Méditerranée. Au total, huit paquebots de croisière au GNL seront lancés de 2018 à 2021 sur 66 paquebots en construction. CMA CGM a également adopté le GNL pour ses futurs porte-conteneurs géants : à l'été 2017, il a passé commande de neuf bateaux de 22 000 EVP chacun, équipés de moteurs fonctionnant au GNL et livrables à partir de fin 2019. Selon Jean-Marc Roué, président de Brittany Ferries, pour la même quantité d'énergie consommée, le GNL émet jusqu'à 20 % de moins de gaz à effet de serre que le carburant utilisé actuellement ; de plus, les navires équipés en GNL étant neufs, ils permettent une réduction de 40 %.
Le carburant GNL réduit de 90 % les émissions de particules fines.

### Propulsion au méthanol vert
Le choix du méthanol de synthèse ou « e-méthanol » apparaît comme une solution de plus long terme que celui du GNL : produit à partir d'hydrogène vert et de CO2 issu de déchets agricoles, il n'émet pratiquement pas de gaz à effet de serre (GES), alors que la propulsion au GNL réduit seulement de 25 % de CO2 les émissions de GES par rapport aux carburants actuels. Le méthanol est en 2021 beaucoup plus cher que le GNL, mais son coût devrait fortement baisser dans les années 2030, lorsque le prix de l'hydrogène vert baissera lui aussi. L'armateur danois Maersk a décidé d'opter pour le méthanol vert.
En 2023, dans le but d'œuvrer à la décarbonation de ses opérations maritime, l’armateur danois Maersk, géant du transport maritime, numéro deux du transport de conteneurs, a inauguré au Danemark le premier navire d'une série de 25 fonctionnant au bio-méthanol, le Laura-Mærsk. Ces navires permettront à Maersk de réduire ses émissions annuelles de CO2 d’environ 2,3 millions de tonnes en 2025. Selon l’Institut supérieur d’économie maritime (Isemar), le transport maritime pèse près de 3 % des émissions CO2 mondiales,. Maersk va créer deux sites de production d'e-méthanol en Espagne, sous le nouveau label C2X, et prévoit 5 ou 6 implantations dans le monde, dont une en Égypte.

## Autres évolutions

### Alimentation électrique dans les ports
Le branchement électrique à quai des navires, pour qu'ils coupent leurs moteurs diesel en escale, a déjà été mis en œuvre à Göteborg, Hambourg, Los Angeles et Vancouver.
En septembre 2019, la région Sud Provence-Alpes-Cote d'Azur débloque 30 millions d'euros pour un plan baptisé « escales zéro fumée », destiné à accompagner les investissements nécessaires au branchement électrique des navires à quai dans les ports de Marseille, Nice et Toulon. A Nice et Toulon, l'ensemble des quais sera équipé en 2023. Ceux de Marseille le seront à cette date pour les ferries, qui assurent les rotations quotidiennes avec la Corse et les pays du Maghreb, et deux ans plus tard pour les paquebots. Des postes d'avitaillement en GNL et hydrogène sont également en projet. Marseille a accueilli 3.600 escales en 2018, qui ont contribué pour 40 % aux émissions de dioxyde d'azote, 32 % à celles de soufre et 15 % aux émissions de particules fines.

### Réduction de vitesse
Selon Philippe Louis-Dreyfus, président de Louis Dreyfus Armateurs, réduire la vitesse d'un navire « capesize » à 12 nœuds au lieu de 14 nœuds suffit à réduire sa consommation de 55 %. La France a soumis cette idée à l'Organisation maritime internationale en avril 2019. L'organisation maritime internationale « Baltic and International Maritime Council » (Bimco), dont les 2000 membres représentent 65 % du tonnage mondial, a soumis une solution équivalente à l'OMI : réduire la puissance des navires. Les armateurs grecs, qui représentent 40 % de la flotte mondiale, ont apporté leur soutien.

### Bateaux à faibles émissions de gaz à effet de serre
Des recherches portent sur des modèles ou prototypes de caboteurs ou navires de grande plaisance et de marine marchande disposant d'un bilan carbone moins important.
De plus en plus, des voiliers ou navires mixtes (moteur + voile) sont utilisés pour le transport de marchandises.

## Vers une nouvelle réglementation (2020)
Contexte : Au milieu des années 2010, environ 200 millions de tonnes (Mt) de fioul lourd (= 45 % de la consommation mondiale annuelle) et environ 30 Mt de gazole bon marché (5 % du total annuel vendu) étaient consommés par environ 50 000 navires marchands. La flotte marchande est ainsi devenue un émetteur majeur d’oxydes de soufre, d’azote et de particules fines ; et sans forte diminution des émissions de SOx, selon une étude de l'OMI (2016) cette flotte pourrait entre 2020 et 2025 causer plus de 570 000 décès prématurés dans le monde,.
Le moteur diesel marin pollue, émettant des particules complexes, dont particules carbonées de quelques nanomètres à moins d’un micromètre, et particules inorganiques d'environ un micromètre surtout constituées de cendres et de sulfates,, et selon une étude allemande en 2015, dans les zones côtières et portuaires européennes 50 % de la pollution particulaire de l'air vient des fumées de navires, y causant 60 000 morts/an, et un coût sanitaire estimé à 58 milliards d’euros/an,. Les populations portuaires et littorales y sont chroniquement exposées.

### Émissions de soufre
En 2008, l’OMI a fini par adopter (et confirmer en octobre 2016) une future norme pour le soufre dans les carburants marins (plus basse pour toute la marine marchands à partir du 1er janvier 2020).
Tout fioul marin devra contenir moins de 0,5 % de soufre (contre 3,5 % en 2019 depuis juillet 2012, à comparer à la limite de 0,001 % imposée au diesel automobile), bien que certaines zones dites « d’émissions contrôlées » ou « ECA » imposent déjà un maximum de 0,1 %.
En 2019, la France souhaite l'instauration d'une ECA en Méditerranée, comme il en existe en Manche, Mer du Nord et Baltique, et dans une "zone USA/Canada" avec des effets très positifs démontrés,.

### Émissions deCO2
Les émissions de CO2 sont faibles par kg/km transportés, mais la flotte mondiale en émet néanmoins beaucoup, avec un carburant non écotaxé. L'OMI a donc signé (avril 2018) un accord de réduction de 50 % des émissions mondiales de gaz à effet de serre du transport maritime avant 2050 (par rapport aux émissions de 2008). En termes de tendance elles pourraient passer de 3 % environ des émissions mondiales de gaz à effet de serre en 2015 à jusqu'à 17 % en 2050 (car d'autres acteurs auront réduit leurs émissions).

### Motorisation
L’armateur choisira, selon le type et âge du bateau, selon ses ports d’approvisionnement, selon qu’il doive ou non circuler dans les « ECA » parmi 4 grandes solutions : une motorisation multi-carburants, un moteur au fioul lourd « peu soufré » (« LSFO » en anglais) ; l’utilisation de gazole marin (« MDO » ou « MGO ») moins riche en soufre ou encore (très rare à ce jour) du GNL (gaz naturel liquéfié) ; ou en dernier recours il continuera à brûler du fioul à haute teneur en soufre (« HSFO ») mais après avoir équipé le navire d’un système de désoufrage des fumées, dits « scrubbers » (« à boucle ouverte » rejetant en mer les eaux acidifiées utilisées par le dispositif, qui sont déjà localement interdits en Chine et à Singapour et posant problème en cas de marée noire, car le fioul reste alors plus polluant, … ou à boucle fermée, à ce jour plus rare et coûteux [5 à 10 millions de dollars par navire], et ne traitent pas les oxydes d’azote ni le CO2 qui est un gaz à effet de serre). L’évolution des prix du pétrole et des carburants qui en dépendent pourrait aussi orienter certains choix (en 2019 selon Paul Touret, le fioul désoufré et le gazole sont 35 % plus chers que le fioul lourd bien plus polluant.
L’association « Armateurs de France » espère qu'un carburant conforme sera bien disponible en 2020 dans le monde entier, et affirme que « de nombreux armateurs français ont fait le choix du fioul à très faible teneur en soufre pour leurs navires existants ».

### Conséquences pour l'industrie pétrolière
Les raffineries ne pourront plus utiliser la marine pour se débarrasser des fonds colonnes de raffinage. Elles devront s'équiper d'unités de désulfuration dès 2019. Fin mars 2019 d’après l'EIA américaine, seuls 3 % des fiouls utilisés par la flotte transitant par les États-Unis seront à haute teneur en soufre en 2020 (à comparer aux 58 % de 2019), mais très vite (dès 2022) cette part devrait remonter à 24 % car de nombreux navires se seront équipés de « scrubbers ».

### Autres moyens d'atténuer la pollution maritime
Quand le prix du carburant augmente, certains armateurs choisissent de faire ralentir leur flotte (« slow steaming ») ce qui s’est montré efficace pour économiser le carburant lors des chocs pétroliers des années 1970. Ralentir un pétrolier en le faisant passer de 12 nœuds à 11 lui fait économiser 18 % de carburant (et 30 % à 10 nœuds) mais comme le gain n'est pas linéaire (plus la vitesse diminue et moins la réduction des émissions est importante), Armateurs de France souhaite une régulation de la vitesse différenciée par types de navires. Pierre Cariou & al. ont estimé en 2019 qu'environ 70 % de la consommation d'un navire est lié à sa vitesse alors que le vent, le tirant d’eau, le fooling, le courant contraire, etc. comptent pour 30 %. Des logiciels permettent aussi d’établir des trajets profitant mieux des vents.
Le 4 avril 2019, la France via son ministère chargé de l’énergie a proposé à l'OMI que la vitesse des navires soit également réglementée,. Selon Di Natale & al. (2015) en combinant plusieurs stratégies (dont les technologies de réduction des particules ultrafines déjà commercialisées) sur les navires neufs, il serait possible de diminuer la pollution de 99 % tout en économisant du carburant. 
Selon l’ISEMAR, en avril 2019, dans le monde, seuls 121 navires fonctionnent au GNL ou étaient gaz ready (hybrides GNL), sur environ 50 000 navires marchands naviguant en 2018[réf. souhaitée]. Mais les commandes affluent : doublement attendu avant 2025, mais probablement plutôt pour les ferries et paquebots, dont les trajets réguliers et l'avitaillement sont plus faciles à prévoir[réf. nécessaire].
On[Qui ?] évoque aussi le méthanol et divers agrocarburants ou biocarburants, la voile, les cerfs-volants, des piles à combustible et quelques navires 100 % électriques existent. Un prototype autonome 120 km est prévu pour 2020 en Norvège (Yara Birkeland).

## Surveillance des navires et du trafic maritime
Ce sont les Etats qui contrôlent les navires et leurs carburants.
C'est une composante essentielle de la sécurité maritime car les navires sont souvent isolés et l'envoi de secours peut prendre des heures voire des jours si les conditions météo sont très mauvaises. La tendance est un système d'information côtier et marin intégré utilisant les radars littoraux, sémaphores et l'imagerie satellitaire pour identifier en temps réel les risques d'accidents maritimes ou d'autres menaces.
Un projet SisMaris (lancé en octobre 2009) détecte en temps quasi réel, de manière automatisée, et sur une grande zone maritime des « comportements suspects de navires » pour identifier au plus tôt des menaces ou risques humains, économiques ou environnementaux.
La surveillance concerne aussi les marées noires, les dégazages ou autres rejets de déchets en mer, et des drones pourraient bientôt contrôler les émissions (au port ou en mer) « avec des sanctions exemplaires » suggère en 2019 le directeur de l’ISEMAR en cas de non-respect des normes.